# Pedro de Candia
Pour les articles homonymes, voir Candia.
Pedro de Candia, né vers 1485 à Candie dans le duché de Candie et mort le 16 septembre 1542 à la bataille de Chupas, est un conquistador grec au service de l'Espagne.

## Biographie
Né en Crète, qui faisait alors partie de la république de Venise, dans l'actuelle Héraklion, il quitte l'île par l'intermédiaire d'une parente de sa mère au service de la couronne d'Aragon, qui l'emmène dans les royaumes d'Italie. Pendant sa période en Italie, il s'entraîne pour devenir Condottieri,. Il combat contre les Turcs et dans les campagnes d'Italie dont la bataille de Pavie, avant d'être transféré dans la péninsule ibérique pour y servir la reine et le roi catholiques espagnols. Il se marie en Espagne à Villalpando.
Lors de sa première incursion, il se rend en Amérique avec le gouverneur Pedro de los Ríos en 1526 pour explorer le Panama et la côte colombienne.
Il accompagne ensuite Diego de Almagro et Francisco Pizarro lors de leurs premières explorations le long des côtes du Pérou et, au débarquement de Tacamez, dans le nord du Guayaquil. Il obtient alors le commandement de l'artillerie. Il est l'un des « Treize Célèbres » , qui survivent et restent dans les îles de Gallo et de Gorgona avec Pizarro. De là, il explore le littoral péruvien et les ports incas, puis dans le cadre d'une mission spéciale, il entreprend se rendre en personne dans les villes incas pour dialoguer avec les habitants et enquêter sur leurs conditions de vie. Il visite Tumbes puis accompagne Pizarro en Espagne pour informer Charles Quint de leurs découvertes:136. L'empereur fait de lui le commandant en chef de l'artillerie de la flotte envoyée à la conquête du Pérou:116,122,128.
Il assiste à la défaite et à l'emprisonnement du roi inca Atahualpa et reçoit une part importante de la rançon payée par celui-ci. Alors qu'il réside à Cuzco, il fabrique des armes et des munitions pour Pizarro, qui combat alors contre Almagro.
Après la défaite d'Almagro à la bataille de Las Salinas, Candia entreprend la conquête d'Ambaya au-delà des Andes, mais sans succès, étant finalement arrêtée sur ordre d'Hernando Pizarro.
Dégoûté de son traitement, et abandonné par ses vieux amis, il rejoint alors les partisans d'Almagro et, avec l'aide de seize autres hommes, amène les canons qui ont été pris par le jeune Almagro à la bataille de Chupas. Almagro suspecte une trahison et ordonne à ses troupes de tuer Candia après l'avoir attaqué de ses propres mains.